# Драгутин С. Матић
Драгутин (Стојана) Матић (Дубово, 1891 — ?) био је српски војник. Наводи се као један од најбољих српских митраљезаца. Носилац је Карађорђеве звезде са мачевима.

## Биографија
Рођен је 1891. године у Дубову, срез дубрички, од оца Стојана и мајке Румене. Матић је као редов учествовао у Другом балканском рату а у биткама на Церу и Колубари истакао се као храбар митраљезац у Гвозденом пуку. Као и остали Топличани са тим пуком прошао је голготу Албаније и учествовао у свим борбама на Солунском фронту. Био је један од најбољих митраљезаца у пуку. Одликован је Сребрним војничким орденом КЗ са мачевима за подвиге које је учинио на Солунском фронту. Посебно се истакао у јесен 1916. године на Каменитим чукама, када је са својим митраљезом прецизним рафалима одбио неколико непријатељских јуриша и омогућио свом пуку да одржи положај. За овај подвиг је похваљен у наредби команданта армије која се читала пред свим јединицама. Одликован је француским орденом Ратног крста са звездом, као и свим споменицама.
После ратова вратио се на своје имање у Дубово и са супругом Стојаном имао је синове Војислава, Мирисава и Видосава и кћери Стојанку и Верицу.